# Блок-Пост Тетёркин Ключ
Блок-Пост Тетёркин Ключ — упразднённая железнодорожная станция (населённый пункт) в Могочинском районе Забайкальского края России. Входит в Амазарское городское поселение.

## География
Станция находится в восточной части района на расстоянии примерно 17 километров (по прямой) на юго-запад от поселка Амазар.

## Климат
Климат характеризуется как резко континентальный. Среднемесячная температура января составляет минус 32 градуса по Цельсию, а самая низкая достигала минус 53 градуса по Цельсию. Продолжительность периода со снежным покровом составляет 164 дня, средняя высота снежного покрова 16 см. Лето короткое, довольно теплое. Весна ветреная, засушливая, осень, по сравнению с ней, холодная и влажная.

## История
Основан в 1908 году.  
Упразднен в 2024 году.

## Население
| 2010 | 2021 |
| ---- | ---- |
| 0    | →0   |

Население блок-поста составляло в 2002 году 6 человек (83 % русские), в 2010 году постоянное население отсутствовало.